# Едвард Еббі

Едвард Еббі

Едвард Еббі (англ. Edward Paul Abbey) (29 січня 1927 — 14 березня 1989) — відомий американський письменник (автор 21 книги), видатний філософ, ідеолог і практик радикальної природоохорони.

## Життя і ідеї
Народився в штаті Пенсільванія. У 1950-х роках навчався в університеті Нью-Мексико, в університеті Единбургу, написав дисертацію про анархізм. Був професором англійської мови. У 1956–1971 роках працював в Службі національних парків США, один з ідеологів та організаторів відомої радикальної екологічної групи «Земля передусім!». У 1970-1980-х роках став однією з найбільш яскравих постатей в американському природоохоронному русі. Ревний захисник дикої природи, Еббі не раз заявляв, що він швидше вб'є людину, ніж змію. Автор гучних книг «Пустельник пустелі», «Банда гайкового ключа», «Подорож додому». Жартома чи всерйоз називав себе «пустельним щуром».
Еббі є одним з теоретиків екологічного саботажу (екотажу), тобто прихованого пошкодження обладнання і техніки, покликаного зробити екологічно шкідливі дії економічно невигідними. У романі «Банда гайкового ключа» він розповів про групу природоохоронців, які, бажаючи врятувати ділянки дикої природи від експлуатації людиною, руйнували бульдозери будівельників і залізниці, по яких перевозили вугілля. "Традиційна християнська етика, — говорить Еббі, — повинна розширитися до включення в неї інших живих істот, які розділяють з нами планету. Ця етика повинна поширюватися на струмки, озера, хмари, повітря, камені, тварин, рослини, болота — все те, що захищала «банда гайкового ключа».
Еббі вважав, що люди не мають права використовувати більш, ніж «якусь частину» планети; інша частина повинна бути надана в постійне користування дикій природі. Дикі місця повинні залишатися дикими. І робити це потрібно не тільки в інтересах людей, які цінують такі місця заради відпочинку і відновлення сил, а тому, що «визнання права неживих об'єктів — наприклад, каменів або цілої гори — означає право залишатися їм на своєму місці».
Він заявляв про бажаність додання природі моральної рівноправності (якщо не пріоритету) з людьми, які «розмножилися до неймовірності» і можуть отримати назву — «людина-шкідник». На думку Еббі, людина, як і всі інші види живих істот, має право перебувати на Землі, але не одночасно скрізь.
На думку філософа любов до дикої природи — «це вираз подяки землі, яка нас народила, вигодувала і стала нашим будинком, єдиним потрібним нам раєм — якщо тільки ми можемо це зрозуміти». На його думку знищення дикої природи є гріхом, «первородним гріхом».
У романі «Відлюдники пустелі» Е. Еббі відстоює захист дикої природи «з політичних причин». Він вважає, що людям потрібні дикі території, щоб вони служили як можливе святилище, місце захисту від тиску урядових структур.
Еббі застерігав, що в сучасному світі можуть відбутися зміни, коли будь-який диктаторський режим вимагатиме зруйнувати вщент дикі зведені природою греблі на річках, висушити болота, вирубати ліси, зруйнувати гори, сросити пустелі, зорати степи, а національні парки перетворити на майданчики для парковок.
Еббі закликає людей захищати дику природу ще й для того, щоб зберегти свою свободу — «у людини не може бути свободи без дикої природи».
Еббі пише:
|  | Любов до дикої природи - сильніша, ніж голод, вона завжди поза досяжністю для розуму, це також любов до ґрунту, землі, яка терпить нас, єдиний будинок, який ми будемо коли-небудь знати, єдиний рай, в який ми коли-небудь зможемо потрапити, якщо тільки у нас є очі, і ми маємо можливість бачити. Початковий гріх, істинний первісний гріх, є сліпим руйнуванням через жадібність цього природного раю навколо нас. Якби тільки ми були гідні його. Тепер, коли я пишу слово «рай», я маю на увазі не банальні небеса обітовані. Коли я пишу слово «рай», я маю на увазі не тільки яблука і золотих жінок, але також скорпіонів і тарантулів, кажанів та гримучих змій, ящірок-ядозубів, піщані бурі, вулкани та землетруси ... і навіть хвороби і смерть, і гниття плоті. |

Для Еббі були священними кактуси в пустелі, а не віхи комунікацій. Він відмовлявся визнавати себе «співцем природи». Його називали «Торо Заходу».
В іншій відомій книзі «Подорож додому», письменник сказав, що дика природа — єдино цінна річ, яку нам варто рятувати, і потрібно навчитися любити те, що є вільним, грубим, диким, неприрученим і недоторканим. Він заявляє, що «ідея дикої природи не вимагає захисту. Вона вимагає тільки більше захисників». Еббі вважає, що заповідні природні об'єкти також є святими місцями, навіть більш священними, ніж наші церкви.
На думку Е. Еббі, екологічну етику слід розглядати як домагання природи на свої права. Людське мислення розвинулося до ступеня захисту притаманної цінності дикої природи, тому як дика природа сама по собі не здатна висловити свої інтереси.
Він пише:
|  | Неважливо, як називається суспільство: капіталістичним або комуністичним, - вони роблять одне і те ж - знищують природу і себе. Я передбачаю, що військово-промислові держави зникнуть з лиця Землі протягом 50 років. Віра в це лежить в основі мого оптимізму, є надією на майбутнє оновлення цивілізації: людство буде нечисленним і житиме полюванням, риболовлею, збиранням, дрібним фермерством і скотарством. Раз на рік люди будуть збиратися на руїни покинутих міст для святкування морального, духовного та інтелектуального оновлення. Для них природа стане не місцем розваги, а будинком. |

Е. Еббі порівнює національні парки зі священними місцями: «Ми погодилися не заїжджати на своїх автомобілях в собори, концертні зали, художні музеї, законодавчі збори, приватні спальні та інші святині нашої культури: ми повинні поводитися з нашими національними парками з тією ж самою повагою, оскільки вони також є святими місцями».
У книзі «Хаудук живий!» Автор наводить «кодекс ековоїна», радикального борця за захист дикої природи: "Ековоїн не заподіює шкоди ніяким живим істотам; у своїй роботі покладається на себе і невелике коло перевірених друзів; героїчно відданий своїй роботі; діє без надії на славу, популярність і моральну винагороду; він не носить форми, його не нагороджували медалями. Ековоїн робить свою роботу через любов до дикої природи, вовків, ведмедів, чистих струмків, свободи. Ековоїн сильний, стрункий, міцний, витривалий, він не п'є безперервно пиво і не палить безперервно сигари. Ековоїн не б'ється з людьми, він бореться з технологією, що вийшла з-під контролю, цією всеїдною сутністю, яка харчується людьми, всіма живими істотами, а також мінералами, каменями, ґрунтом, самою землею.
Гасла ековоїна:
- Ніяких компромісів в захисті Матері-Землі!
- Дика природа: любіть її чи дайте їй спокій!
- Якщо дика природа поставлена поза законом, тільки ті, що стоять поза законом, можуть врятувати дику природу;
- Будь ексцентричним, а не егоцентричним;
- Більше лосів! Менше корів!
- Хай живе Земля!
- Дай гудок на захист дикої природи! (для автомобілістів).
- Більше жодного гектару!
- Врятувати дику природу: всю її!
- Залиште все як було!

Еббі закликав ековоїнів за допомогою екотажу та інших засобів чинити опір, за словами Л. Толстого, «організованому насильству держави».

## Публікації
- Эбби Э. Враг // Гуманитарный экол. журн. — 2001. — Т. 3. — С. 93.
- Эбби Э. Набег на Ком Уош // Гуманитарный экол. журн. — 2002. — Т.4. —В. 1. — С. 125–133.
- Эбби Э. Кодекс эковоина // Гуманитарный экол. журн. — 2002. — Т. 4. — В. 2. — С. 65-67.
- Эбби 3. Банда гаечного ключа. — К.: Киев. эколого-культурный центр, 2003. — 240 с.
- Эбби Э. Свобода и дикая природа // Гуманитарный экол. журн. — 2007. — В. 2. — С. 125–129.
- Дэйв Формэн, Эдвард Эбби, Юджин Харгроув об этике // Гуманитарный экол. журн. — 2006. — В. 1. — С. 101–104.
- Abbey E. Desert solitaire: a season in the wilderness. — New York: Avon Books, 1968.
- Abbey E., 1970. Fire on the mountain.
- Abbey E. The monkey wrench gang. — New York: Henry Holt, 1975.
- Abbey E. The jorney home: some words in defence of the american west. — New York, 1977.
- Abbey E. Down the river. — 1977.
- Abbey E., 1979. Abbey's road. — New York: E.P. Dutton.
- Abbey E. One life at a time. — New York: Harry Holt, 1988.
- Abbey E. Hayduke lives. — Boston: Little, Brown and Company, 1990. — 308 p.

## Про нього
- Борейко В. Е. Философы зоозащиты и природоохраны. — К.: КЭКЦ, 2012. — 179 с.
- Nash R.. The right of nature. A history of environmental ethics. — Madison: Univ. Wisconsin Press, 1989. —190 p.
- Waterman L. Wilderness ethics: preserving the spirit of widerness.- 2000.
- Slumgullion Stew: An Edward Abbey Reader (1984)
- The Best of Edward Abbey (1984)
- The Serpents of Paradise: A Reader (1995)